# Holzberg (Naturschutzgebiet)
Holzberg ist ein Naturschutzgebiet auf den Gemarkungen der Creglinger Stadtteile Finsterlohr und Archshofen im Main-Tauber-Kreis in Baden-Württemberg.

## Geschichte
Durch Verordnung des Regierungspräsidiums Stuttgart über das Naturschutzgebiet Holzberg vom 2. November 1981 wurde ein Schutzgebiet mit 25 Hektar ausgewiesen.

## Schutzzweck
„Schutzzweck ist die Erhaltung eines naturnahen Hangwaldes und Wiesenbereichs am Taubertal als Rückzugs- und Regenerationsraum einer vielfältigen Flora und seltenen und bedrohten Fauna“ (LUBW).